# Vanua taygete
Vanua taygete är en insektsart som beskrevs av Ronald Gordon Fennah 1950. Vanua taygete ingår i släktet Vanua och familjen Tropiduchidae. Inga underarter finns listade i Catalogue of Life.